# Alfred Merlin (bateau)
L'Alfred Merlin est un navire français d'exploration archéologique affecté au service du Département des recherches archéologiques subaquatiques et sous-marines (DRASSM), livré en juillet 2021. Il est nommé en mémoire d'Alfred Merlin (1876-1965), archéologue français et pionnier et fondateur de l'archéologie sous-marine.

## Historique
La nécessité d'un autre navire est liée à l'impossibilité de l'André Malraux de se voir confiées des missions en Outre-Mer. L' Alfred Merlin devient le troisième navire du DRASSM avec l'André Malraux, lancé en 2012 (André Malraux, alors ministre de la Culture, avait créé le service d'archéologie sous-marine en 1966) et le Triton livré en 2016.
Les premières études sont lancées en 2015.
La construction du navire débute en septembre 2019.
Le nom du navire est dévoilé en décembre 2019 à la suite d'un Comité interministériel de la mer. Alfred Merlin, directeur du service des antiquités en Tunisie entre 1906 et 1920, a eu un rôle de pionnier pour l'archéologie sous-marine en particulier lors des fouilles sur l'épave de Mahdia.
Le navire est mis à l'eau le 27 janvier 2021,. Le navire est finalement baptisé dans le port de Marseille, le 2 juillet suivant, en présence de Roselyne Bachelot-Narquin, ministre de la Culture, sa marraine, d'Annick Girardin, ministre de la Mer et de Denis Robin, secrétaire général de la Mer. Il entre en service opérationnel le 21 janvier 2022.

## Descriptif
Le navire est conçu par Mauric et construit par le chantier naval iXblue à La Ciotat.
Le navire est construit entièrement en matériaux composites.
Le navire possède un pont vaste de 150 m2.
Avec un UMS de 498, le navire est « le plus grand navire en composite du monde ».

## Objectifs
L'Alfred Merlin est un navire de recherche archéologique. Il est équipé de techniques de pointe pour la détection et la fouille des épaves. Il emporte un sondeur multifaisceau, un sonar latéral tracté et un magnétomètre tracté pour détecter les épaves. Il emporte également le robot sous-marin téléopéré ROV Arthur, qui est spécialisé dans l'archéologie sous-marine jusqu'à 2 500 mètres de profondeur,,. Il a également emporté à son bord le robot humanoïde Ocean Onek de l'Université Stanford ainsi que le ROV Ariane de l'Ifremer.